# Uniwersytet Talliński
Uniwersytet Talliński, (est. Tallinna Ülikool), w skrócie TLÜ – trzecia pod względem wielkości placówka edukacji wyższej w Estonii, mająca siedzibę w Tallinnie. Nie jest powiązana z Tallińskim Uniwersytetem Technicznym.

## Historia i współczesność
Uczelnia powstała w 2005 roku na bazie Uniwersytetu Pedagogicznego w Tallinnie. Placówka dzieli się na 2 instytuty, 6 wydziałów, 3 szkoły wyższe i 4 instytuty badawcze. Rektorem jej jest prof. Tiit Land. Obecnie kształci się tu około 7 tys. studentów, a wykłada 200 pracowników naukowych.

## Linki zewnętrzne

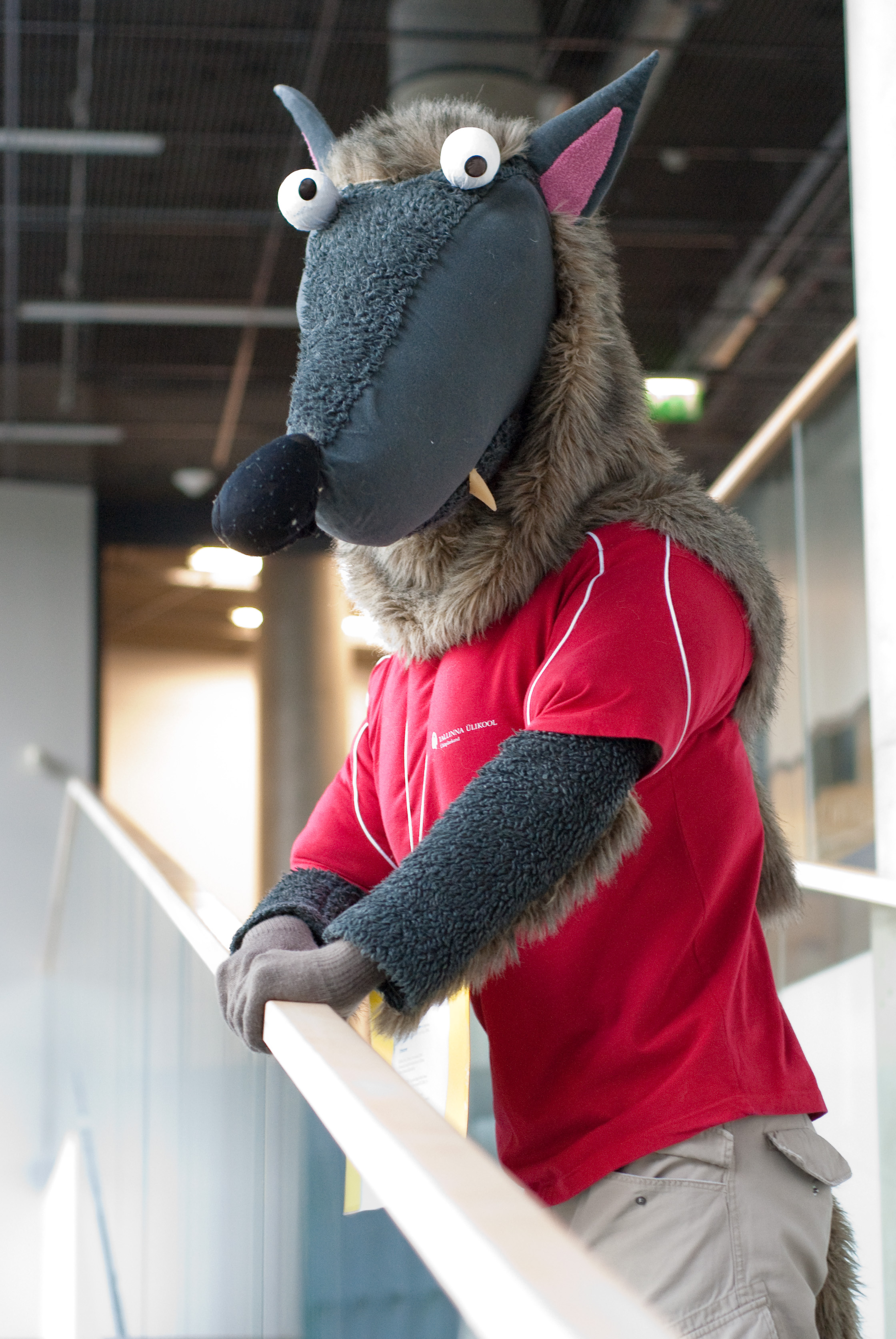
Maskotka uniwersytetu – Eksmati